# Tavi Algueró i Sala

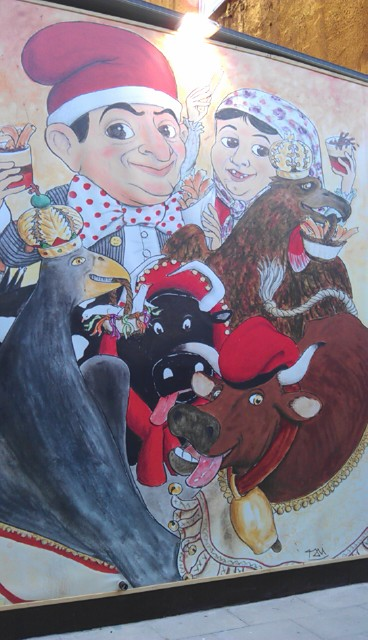
El Cucut i la Xurruca d'Olot de Tavi Algueró

Tavi Algueró i Sala (Castellfollit de la Roca, 1963) és un dibuixant, il·lustrador, caricaturista i educador d'art català. És conegut sobretot per les seves caricatures que il·luminen l'esfera social humana. Viu i treballa a la ciutat d’artistes d'Olot.

## Vida i treball
Estudià a les escoles primàries de Castellfollit i Olot. Després, va assistir a l'Institut Montsacopa (escola secundària) d'Olot. I va realitzar cursos de dibuix i ceràmica a Barcelona.
El 1983 es va establir a Olot i va treballar inicialment a la direcció de la fàbrica de llonganisses i carns de la seva família. Després de sis anys, va cedir a la seva inclinació artística i es va dedicar professionalment a l'art. Per millorar la seva tècnica de dibuix, va completar cursos a l'Escola Joso de Barcelona. A l'Acadèmia de Paco Morgado de Salt, va completar cursos d'aerografia, la tècnica de les belles arts en què s’utilitza una pistola aerògraf com a eina per aplicar un colorant líquid o en pols a les superfícies mitjançant aire comprimit.
Juntament amb Toni Tort, Àngel Rigall i Adrià Creus forma part del grup d'artistes olotins anomenat Cingle Quatre. Amb aquest grup va realitzar nombroses exposicions a Catalunya, i també realitzà, durant els anys noranta, diverses exposicions d'art a empreses, bancs i escoles d'art de la zona de Stuttgart. Les caricatures d’Algueró van ser venudes com a objectes d’art per a sales d'espera de metges i advocats. Des de 1996, Tavi Algueró i el seu company artista Àngel Rigall, del grup Cingle Quatre, han modelat i creat figures populars per a la Faràndula, és a dir, aquelles figures que són representatives d'un districte o d’un poble de Catalunya i que durant les festes són portats en processons per la comunitat.
Com a professor d'art, Algueró imparteix cursos de dibuix còmic i general, així com cursos d'il·lustració de llibres a l'Escola Municipal d’Expressió d’Olot. Ha impartit seminaris durant les vacances per modelar figures populars per a nens i joves. A partir del 2010, Algueró es va convertir en l'alcalde del barri residencial de Batet de la Serra. També es va convertir en cap de l'Escola Municipal d'Expressió. I forma part del jurat en concursos de dibuix i art.